# Brigittenpoortje

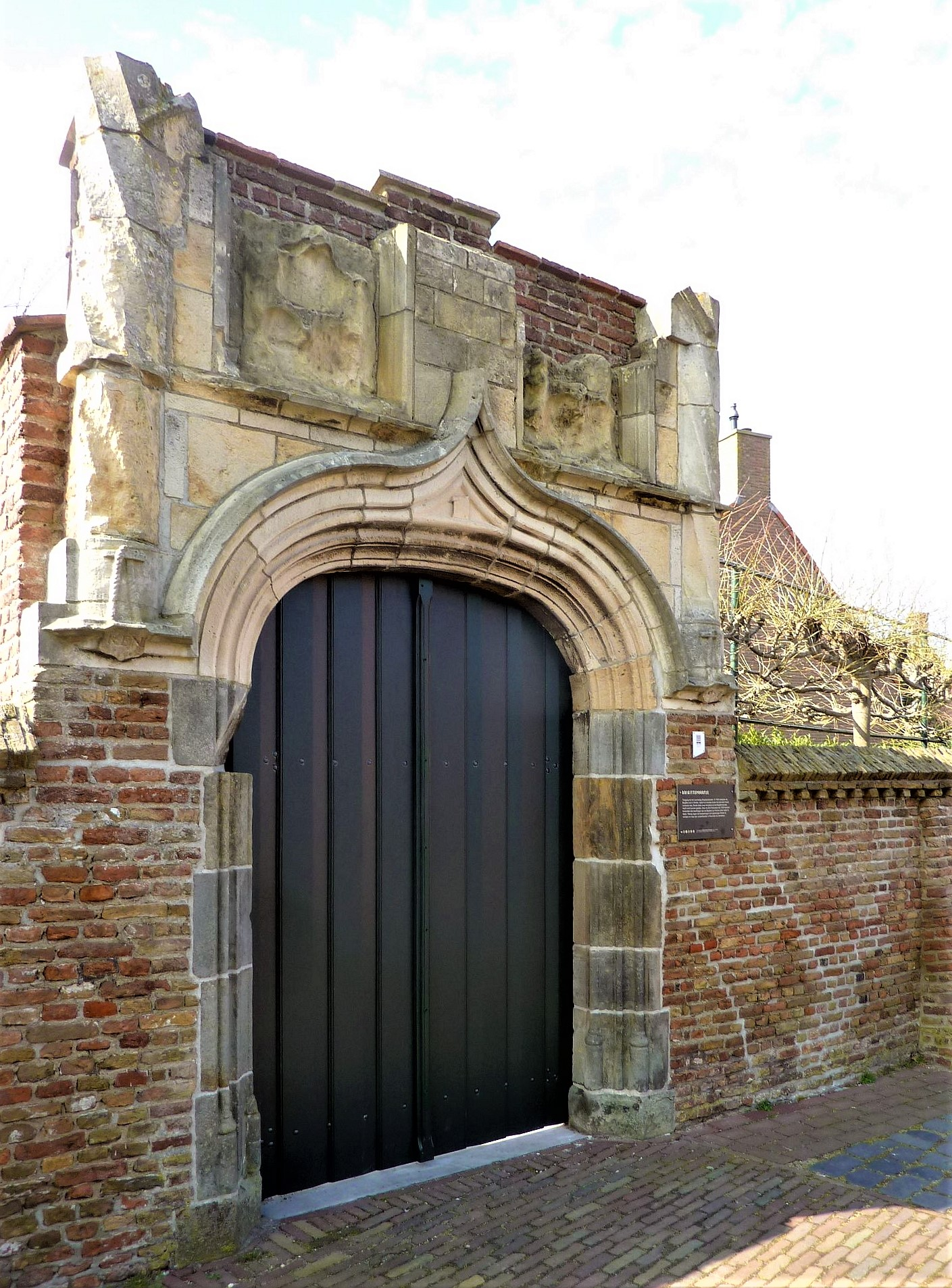
Das Brigittenpoortje in Brielle

Die Brigittenpoortje (deutsch Brigitten-Törchen) ist ein als  Rijksmonument eingestufes spätgotisches Portal in Brielle, einem Ortsteil von Voorne aan Zee (Provinz Südholland). Das Portal befindet sich an der Straße Sint Catharijnehof unmittelbar westlich der Catharijnekerk.

## Geschichte
Das spätgotische Portal ist der einzige erhaltene Teil des früheren Brigittenklosters des Erlöserordens in Brielle. Das Brigittenpoortje war das Tor zum  hier 1492 gegründeten Konvent, der 1558 im Zuge der Reformation aufgegeben wurde. Das Tor entstand im frühen 16. Jahrhundert. Es ist ein reich ausgeführtes Bauwerk aus Natursteinen mit profilierten Laibungen, Pilastern und einem Eselsrücken- bzw. Kielbogen. Über dem Bogen befinden sich Reste einer Skulptur. Das Portal wurde 1951 restauriert.